# Ерувіль (Канада)
Еруві́ль (фр. Hérouxville) — містечко у провінції Квебек (Канада), 
у регіоні Морісі. Засноване 13 квітня 1913 року. Населення — 1 301 мешканець.

## «Норми поведінки»
Майже невідомий широкій громадськості, Ерувіль наздобув всесвітню славу у січні 2007 року, коли міська рада затвердила так звані «Норми поведінки» для іммігрантів, що хотіли б оселитися у містечку.
«Норми» категорично забороняють закидувати жінок каміннями, носити кірпани (ритуальні ножі сикхів), мусульманські хустки, а також — виділяти у школах спеціальні приміщення для молитов.
Все це — відповідь ерувільців на державну політику мультикультуралізму, зокрема на так звані «розумні поступки» (фр. "Accommodements raisonnables"). Нещодавно Верховний суд Канади дозволив школяру сикху носити у школу кірпан (ритуальний ніж), а група мусульманських студентів подала судовий позов на Вищу технологічну школу Монреалю за те, що адміністрація цього університету не надала їм окремих приміщень для молитов.

## Критика ерувільських «Норм»
Численні спостерігачі зауважують, що закидування жінок камінням і так вже суперечить квебекському та канадському законодавству. Тобто підкреслювати це ще раз просто смішно.
До того, містечко нараховує лише одного іммігранта — гаїтянського хлопчика, якого всиновив один з мешканців. Читаючи «Норми» можна подумати, що містечко «штурмують натовпи іммігрантів». Проте це не так: більшість іммігрантів ніколи й не збиралася оселятися в Ерувілі хочаб через те, що (як і більшість квебекуа) донедавна просто не знали про його існування.